# Mr. Nutz: Hoppin' Mad
Mr. Nutz - Hoppin' Mad is een videospel voor het platform Commodore Amiga. Het spel werd uitgebracht in 1994. 